# Donato d'Angelo Bramante
Donato di Pascuccio d'Antonio o Donato di Angelo di Antonio, conocido como Bramante (Fermignano, c. 1443/1444-Roma, 1514), fue un pintor y arquitecto italiano, que introdujo el estilo del primer Renacimiento en Milán y el «Alto Renacimiento» en Roma, donde su obra más famosa fue el planeamiento de la Basílica de San Pedro.
Tuvo una formación quattrocentista pero su plenitud artística la alcanza en el siglo XVI. Su arquitectura está caracterizada por la severidad y el uso de planta central cubierta con cúpula.

## Urbino y Milán
Bramante nació en Monte Asdrualdo (hoy Fermignano), cerca de Urbino bajo el nombre de Donato d'Augnolo,: aquí, en los años 1460, Luciano Laurana estaba añadiendo al Palacio Ducal un patio con arcos y otros elementos que parecen haber sido el verdadero toque de una antigüedad renacida para el Palacio ducal de Federico da Montefeltro. 
La arquitectura de Bramante ha eclipsado sus habilidades como pintor: conoció bien a los pintores Melozzo da Forlì y Piero della Francesca, quienes estaban interesados en las reglas de la perspectiva y las características ilusionistas de la pintura de Mantegna. Alrededor de 1474, Bramante se trasladó a Milán, una ciudad con una profunda tradición arquitectónica gótica, y erigió varias iglesias en el nuevo estilo de la Antigüedad. El duque, Ludovico Sforza, le hizo virtualmente su arquitecto de corte, a partir de 1476, con encargos que culminaron en el famoso coro en trampantojo de la iglesia de Santa Maria presso San Satiro (1482–1486). El espacio era limitado, así que Bramante hizo un ábside teatral en bajorrelieve, combinando las artes pictóricas de la perspectiva con detalles romanos. Hay una sacristía octogonal, coronada por una cúpula.
En Milán, Bramante también construyó Santa Maria delle Grazie (1492-1499); otras obras tempranas incluyen los claustros de Sant'Ambrogio, Milán (1497–1498), y algunas otras construcciones menores en Pavía (donde trabajó en la Catedral, estableciendo el diseño y creando la cripta y parte del ábside) y Legnano. Sin embargo, en 1499, su patrón Sforza fue expulsado de Milán por el ejército francés invasor, y Bramante decidió marchar a Roma, donde ya era conocido por el poderoso cardenal Raffaele Riario.

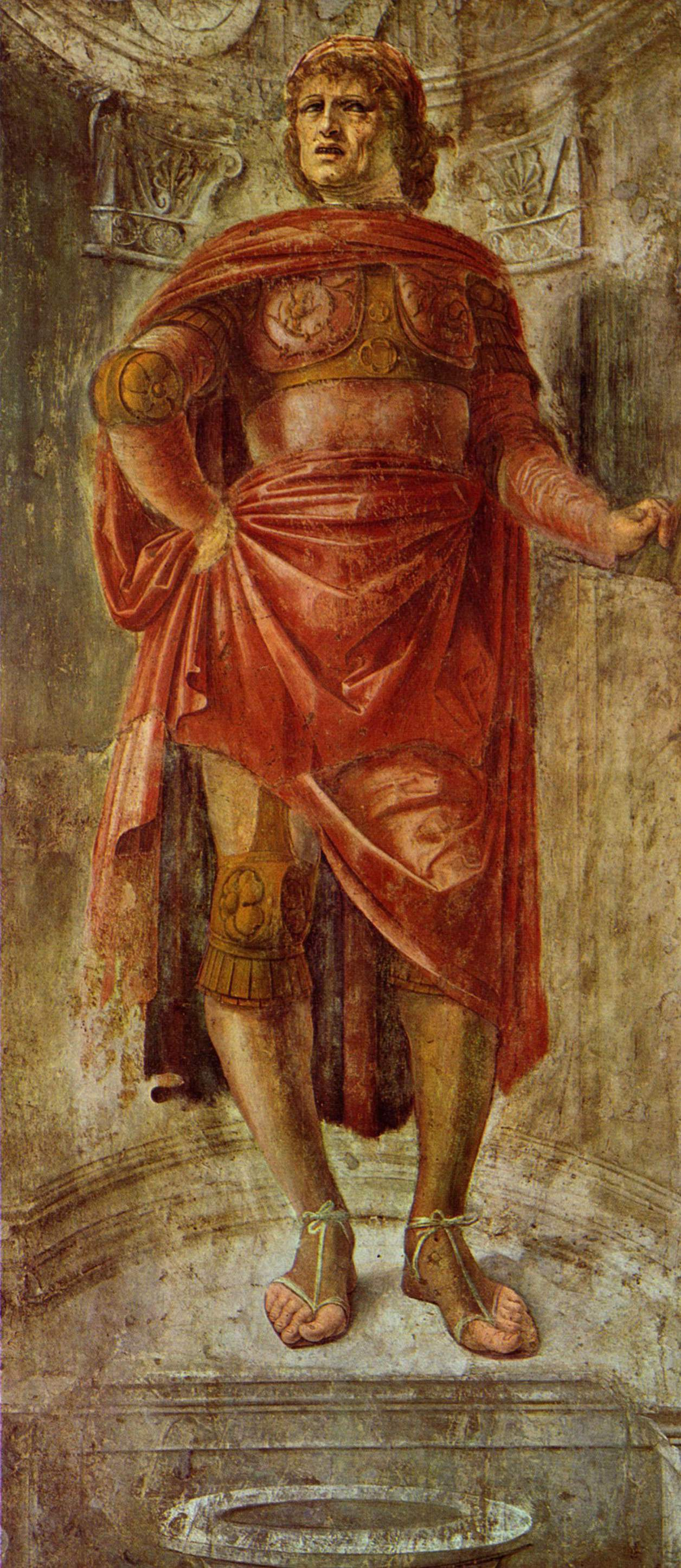
Particular de los Frescos de Bramante ya en la Casa Visconti (hoy en la Pinacoteca di Brera)

Bramante aparece documentado por primera vez en Lombardía en 1477, cuando en Bérgamo pintó al fresco la fachada del Palazzo del Podestà (con figuras de filósofos de la antigüedad en marcos arquitectónicos de los que quedan pocos vestigios y de los que se han señalado similitudes con Melozzo da Forlì). Según Vasari, también trabajó en otras ciudades además de Bérgamo durante este periodo.
En 1478 es probable su primera estancia en Milán, Posiblemente enviado por Federico da Montefeltro para supervisar las obras de su palacio en Porta Ticinese, recién recibido como regalo de Galeazzo Maria Sforza, o tal vez siguiendo a Giovanni Antonio Amadeo, a quien había conocido en Bérgamo en las obras de la Capilla Colleoni.
Tras establecerse en Milán como pintor, permaneció allí hasta 1499 trabajando, en cambio, principalmente como arquitecto para Ludovico el Moro y su círculo, hasta ser considerado un artista de la corte. 
Bramante, que había llegado a Lombardía con treinta y tres años, había acumulado una vasta y singular cultura, que unía el dominio de la perspectiva, aprendido de Piero della Francesca, el conocimiento de muchos elementos de la arquitectura clásica y de la obra de Vitruviano, y la adhesión al modelo de clasicismo de Alberciano. Este bagaje cultural le permitió ejercer una gran influencia y autoridad en la cultura lombarda, en paralelo con Leonardo da Vinci, presente en Milán desde 1482, con quien no faltaron intercambios e influencias mutuas. 
En términos más generales, a finales del siglo XV, el Ducado de Milán era un centro de cultura, donde el arte gótico local se encontraba, y en parte chocaba, con arquitectos y artistas plenamente renacentistas del centro de Italia, de los cuales Bramante fue el que dejó la huella más duradera.

#### El grabado de Prevedari

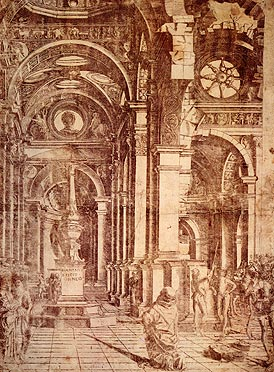
Incisione Prevedari, 1481

El denominado Grabado Prevedari se remonta a los primeros años de la actividad milanesa, fechada 1481: es una visión arquitectónica que representa el grandioso interior de una arquitectura clásica grabada por Bernardo Prevedari basada en un diseño de Donato Bramante, cuyo nombre consta en una inscripción en caracteres lapidarios (BRAMANTUS FECIT EN MEDIOLANO).
Este grabado, conservado en dos copias (Museo Británico y Colección Perego, Milán), documenta la formación original de Urbino y Alberti y las deudas con la pintura de Ferrara y la obra de Mantegna. También muestra que muchos temas de la arquitectura de Bramante relacionados con la Antigüedad ya estaban maduros veinte años antes de las obras romanas, como el uso de arcos sobre pilares y no columnas.
También se atribuye a Bramante otro grabado que representa una calle en perspectiva central, con rasgos de una ciudad ideal y que presenta muchos motivos arquitectónicos típicos de la arquitectura milanesa de la época dominada por la influencia de su lenguaje ya plenamente renacentista. En esta perspectiva encontramos en la parte inferior central un arco de triunfo y una cúpula [Filippo Brunelleschi|brunelleschiana]], mientras que a los lados tenemos dos palacios de diferentes características: uno con columnas corintias y entablamento en la planta baja, parastas y ventanas de arco de medio punto en el primer piso; el otro tiene pilares que sostienen arcos en la planta baja, mientras que el primer piso tiene timpanum y oculi ventanas.  El grabado podría ser un testimonio de la actividad de Bramante como escenógrafo para la corte y parece constituir un prototipo fundamental para los desarrollos de la escenografía del siglo XVI.

#### Actividad pictórica
Bramante también estuvo activo en Lombardía como pintor, aunque sólo se conservan unas pocas obras, en Milán y Bérgamo: los frescos fragmentarios que representan Heráclito y Demócrito y Hombres de armas' (hoy en la Pinacoteca di Brera) pintados entre 1486 y 1487 para la casa del poeta Gaspare Ambrogio Visconti, mecenas y protector del artista, y otros fragmentos casi ilegibles que representan a los Filósofos de la Antigüedad ejecutados para el Palazzo del Podestà di Bergamo..
En cambio, los frescos de la fachada de la Palazzo Fontana Silvestri, también atribuidos a Bramante, están completamente desaparecidos.
También se le atribuyen tradicionalmente una pintura sobre tabla, el Cristo en la Columna', antiguamente en la Abadía de Chiaravalle, y el fresco conocido como Argo, en la sala del tesoro del Castello Sforzesco.
Las atribuciones relativas a su producción pictórica siempre han sido problemáticas, tanto por la falta de documentación como por la presencia de su discípulo, el pintor Bartolomeo Suardi conocido como Bramantino. Tuvo una importante influencia en la cultura pictórica lombarda y en general en el norte, difundiendo el gusto por la representación en perspectiva.
En el periodo romano posterior Bramante parece dejar de pintar por completo, quizá debido al compromiso sobrevenido con las grandes obras papales.

#### Contactos culturales con Leonardo y la corte
En 1487 Bramante participó, al igual que Leonardo, Francesco di Giorgio Martini, Amadeo y otros, en el concurso para el tiburium del Duomo de Milán, presentando un proyecto de planta cuadrada y apoyo directo sobre los pilonos, para el que realizó un modelo perdido en madera que puede estar representado en un grabado del tratado de Cesare Cesariano, que fue su alumno.
Bramante escribió un informe sobre el asunto, conocido como Opinio super Domicilium seu Templum Magnum. Se trata del único escrito teórico sobre arquitectura de Bramante que ha llegado hasta nosotros, en el que, interpretando a Vitruvio, señala la "fortezza", la "conformità cum el resto de l'edificio", la "legiereza" y la "beleza" como características de la arquitectura.
Durante su etapa milanesa, Bramante también ejerció su pasión literaria en el ámbito cortesano. De hecho, Bramante en aquella época también era alabado como músico y poeta y 'fu di facundia grande ne' versi', como escribió Caporali en 1521. De hecho, nos dejó un pequeño cancionero de 25 sonetos, 15 sobre temas amorosos petrarquistas y otros sobre temas burlescos o biográficos, entre ellos uno en el que se lamenta del estado de sus escasas finanzas.

#### Iglesia de Santa Maria presso San Satiro (1482-1486)

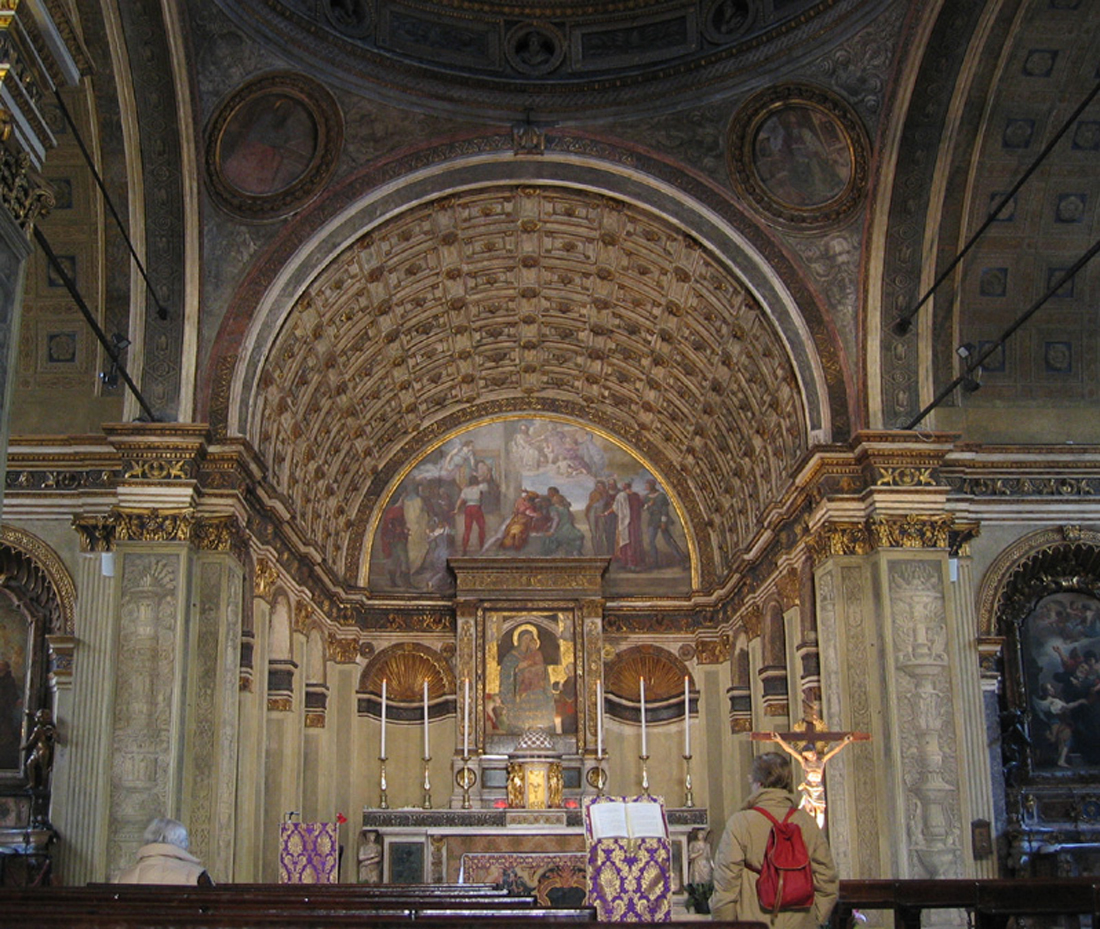
Santa Maria presso San Satiro, Milán

La ampliación de la pequeña iglesia parroquial de Santa Maria presso San Satiro es atribuida por la literatura artística a Bramante a pesar de las escasas pruebas documentales. Es posible que se trate de su primer encargo arquitectónico en Milán. 
En particular, los documentos encontrados hasta ahora no demuestran definitivamente que la extraordinaria solución del ábside en perspectiva pueda atribuirse a Bramante. Igualmente controvertida e incierta es la atribución de la Sacristía de planta octogonal.
El mecenas era una cofradía laica ("scola") y pudo haber empleado a varios diseñadores en una compleja sucesión de obras que aún no está clara en parte. De hecho, también trabajaron en la obra Giovanni Antonio Amedeo en un contrato de 1486 para la remodelación de la fachada (que quedó en gran parte inacabada), Giovanni Battagio y Agostino Fonduli, este último probablemente responsable del gran número de miembros y decoraciones de albañilería.
En el exterior del complejo encontramos el primer ejemplo del uso de un orden clásico en Milán, en la fachada de Via Falcone.

#### Transformación deSan Ambrosio(1492-1500)
.

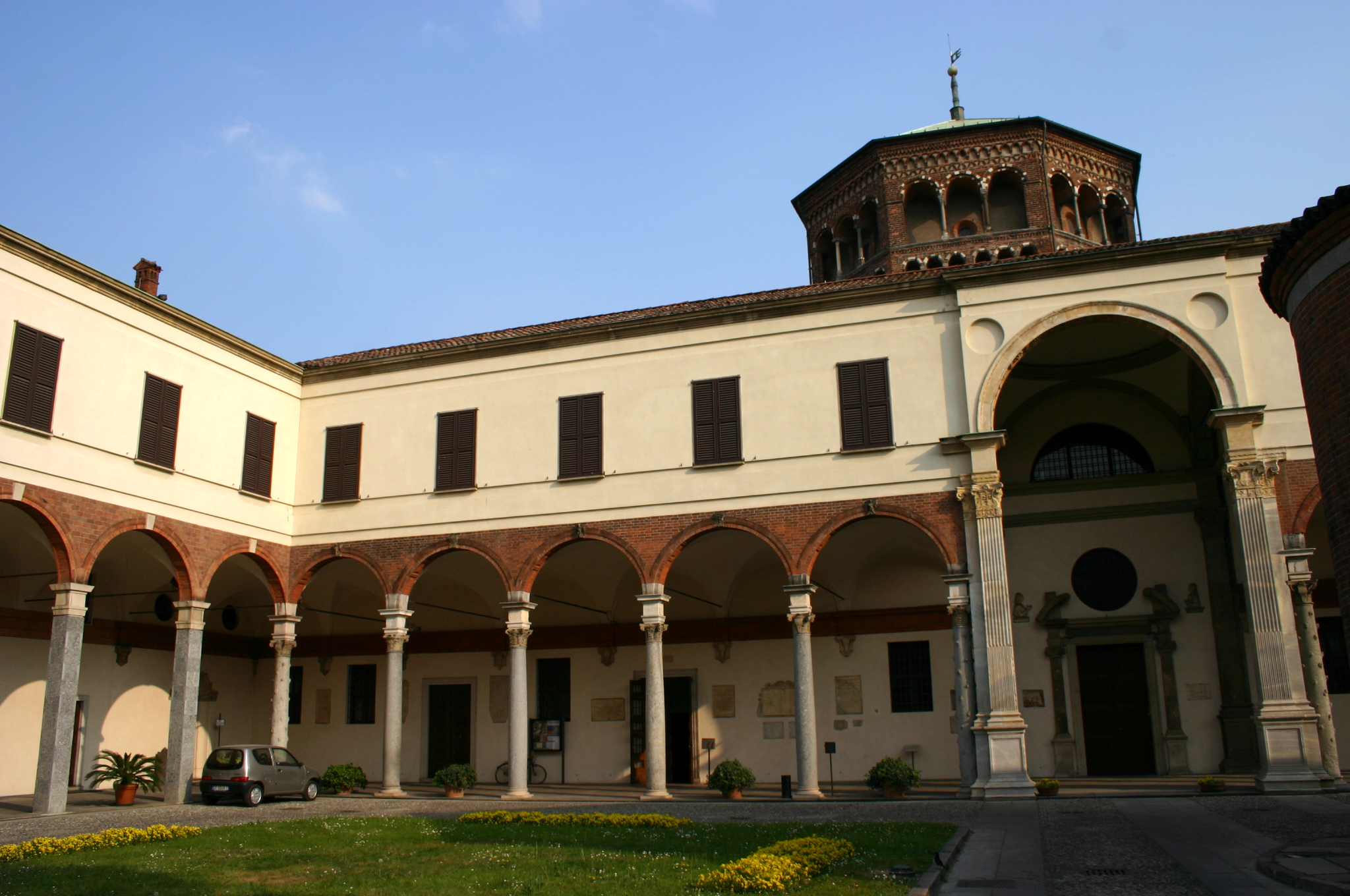
Cortile della Basílica de San Ambrosio.

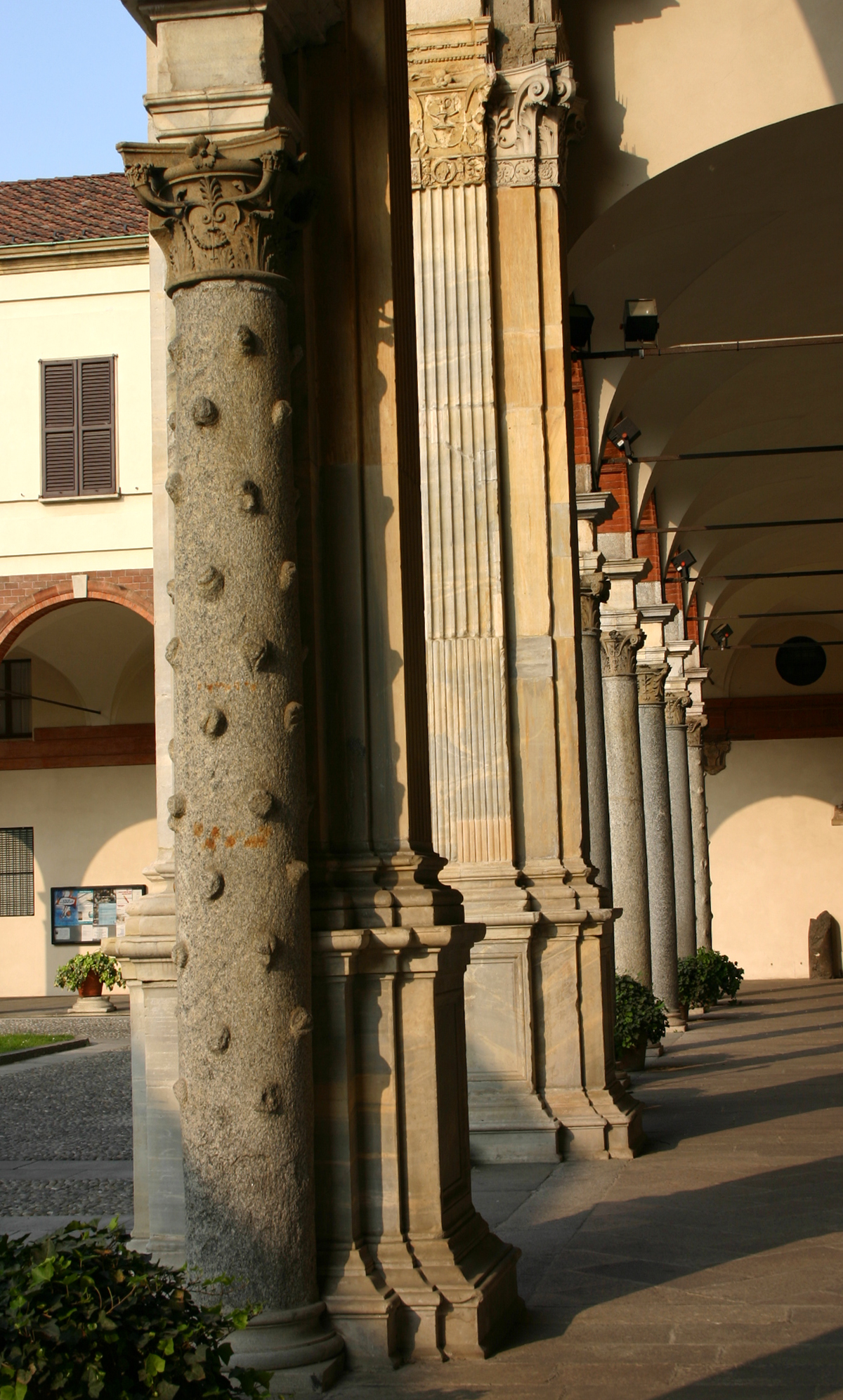
Una de las columnas imitando el tronco de un árbol

Una importante obra milanesa de Bramante, bien documentada desde 1482 y encargada por Ludovico el Moro y su hermano Ascanio Sforza, fue la transformación de los anexos de la basílica de Sant'Ambrogio. Se proyectaron dos intervenciones distintas: un presbiterio para el clero secular situado al norte de la basílica y dos claustros para el monasterio de los cistercienses situados al sur, modificando los espacios anexos de la propia basílica.
El presbiterio se proyectó en torno a un pórtico cuadrado con cuatro arcos triunfales de doble altura en los ejes, en los que se ha visto una referencia vitruviana a un antiguo foro romano.
La ejecución de la obra se encomendó a Giacomo Solari y Cristoforo Negri, y entre 1492 y 1499 sólo se terminó uno de los cuatro lados previstos (el adosado a la basílica) y las columnas del segundo, que nunca se completó, quedando la construcción inacabada.
El pórtico revela influencias brunellescas y se presenta como una sucesión de arcos de terracota sobre columnas, capiteles compuestos y pulvinus y está interrumpido por el arco de entrada.
También hay cuatro columnas laboratas ad tronchonos', cuyo aspecto se supone que recuerda a un tronco de árbol recién cortado, rememorando a Vitruvio y el origen maderero del orden arquitectónico.
El espacio entre el pórtico y la iglesia dio a Bramante la oportunidad de tallar nuevas capillas entre los contrafuertes de Sant'Ambrogio, iniciando también la construcción de una sacristía en el ábside.
En el lado sur, Bramante también construyó más capillas demoliendo partes anexas de la iglesia románica. Para el monasterio cisterciense, Bramante diseñó dos nuevos chiostri, que comenzó a construir hacia 1497 pero que terminó mucho después de su marcha a Roma, con algunas incoherencias en los detalles pero respetando sustancialmente el modelo de madera que había dejado.  Los dos claustros presentan trazados grandiosos que serán imitados a lo largo del Cinquecento. Se caracterizan respectivamente por los órdenes dórico y jónico (una novedad para el Milán de la época), y presentan arcos inusualmente altos, de 7,5 metros. Esta solución tuvo éxito como tipología, ya que resultó especialmente adecuada para albergar tanto grandes salas de doble altura, como comedores y bibliotecas, como celdas para monjes en dos plantas.
En el tapón entre los dos claustros, se construyó un gran refectorio durante el siglo XVI.
El complejo es hoy la sede de la Universidad Católica.

#### Tribuna de laSanta Maria delle Grazie(1492-1497)

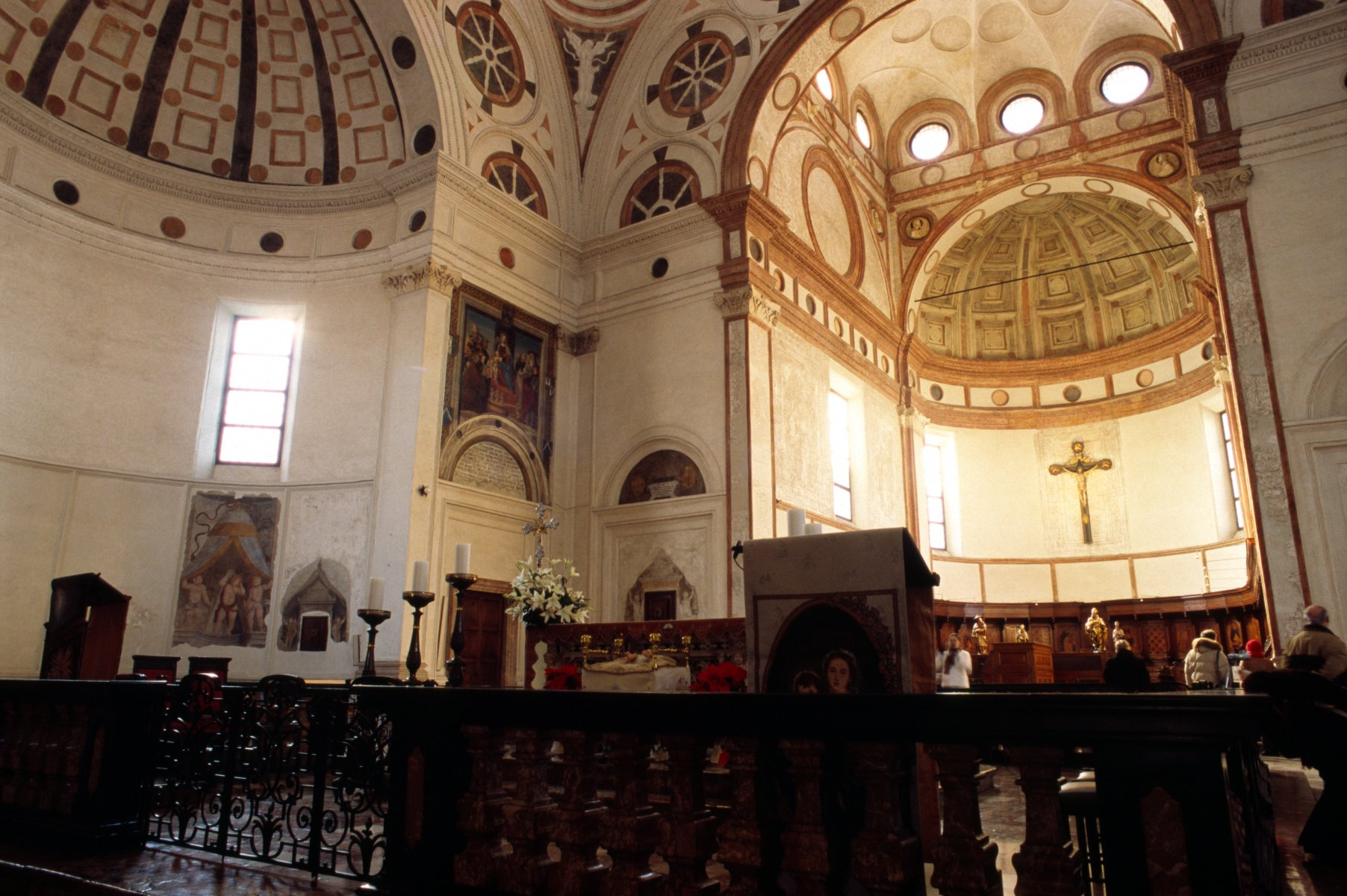
El presbisterio de Santa Maria delle Grazie.

Hacia 1480, Guiniforte Solari había terminado la construcción de la iglesia en formas de Gótico tardío por encargo de la familia Vimercati, que más tarde cayó en desgracia. En 1492 Ludovico el Moro ordenó desmontar el coro con crucero, ábside y dos capillas laterales, que acababan de construirse, para dar cabida a una vasta tribuna renacentista de planta central, que la literatura artística atribuye a Bramante aun a falta de documentación exhaustiva, aparte de testimonios indirectos o tardíos. La atribución del diseño a Giovanni Antonio Amadeo es menor. Probablemente, Bramante dictó el diseño general, pero no tuvo el control total de la obra ni del aparato decorativo
El diseño presenta dos ábsides del doble de tamaño que las capillas preexistentes y un coro muy alargado que termina en otro ábside. La diferencia de escala también se aprecia en la sección transversal: de hecho, el diseño de Bramante es el doble de alto que el de Solari y termina con una cúpula semiesférica que es la más alta construida después de la Santa Maria del Fiore.
La tribuna fue terminada después de la marcha de Bramante; así lo demuestra el contraste entre el orden geométrico típicamente renacentista y el exceso de decoraciones típicamente lombardas, realizadas posteriormente y seguramente por Amadeo según la documentación que ha llegado hasta nosotros.
La sacristía y el claustro de delante también se atribuyen a Bramante.

## Carrera en Roma

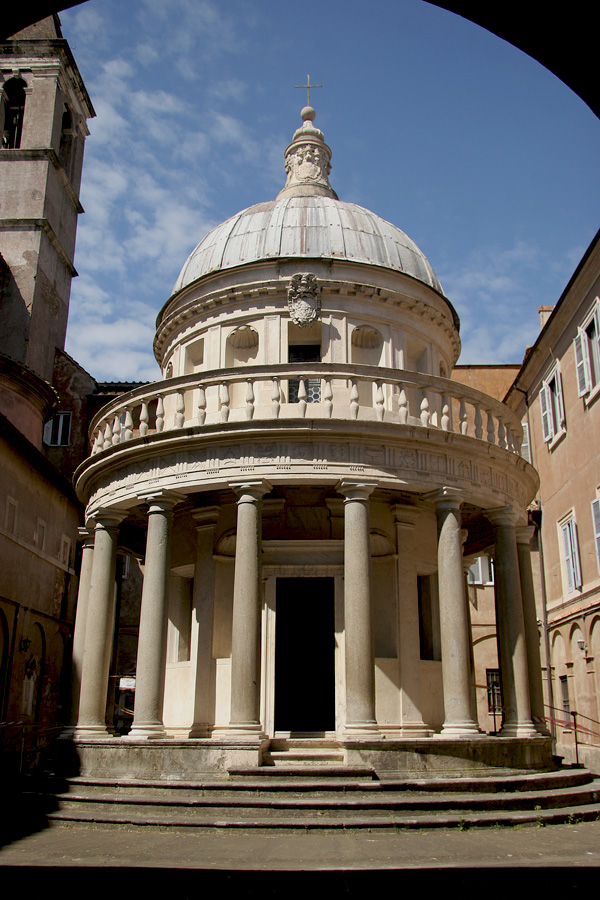
Templete de San Pietro in Montorio, obra de Bramante.

Sus obras más destacadas se encuentran en Roma. Allí fue pronto reconocido por el cardenal Della Rovere, que pronto se convertiría en el papa Julio II. 
En la ciudad eterna su primera obra es fruto del encargo de los Reyes Católicos, que para conmemorar la conquista de Granada (1492) deciden levantar una iglesia en honor a san Pedro Apóstol. En el lugar en que se cree fue crucificado se construyó en 1502 el Templete de San Pietro in Montorio o tempietto. Este templete fue casi una especie de prueba por parte del papa Julio II. Está considerado uno de los edificios más armoniosos del Renacimiento. A pesar de su pequeño tamaño, la construcción tiene todas las proporciones rigurosas y la simetría de las estructuras clásicas, rodeado por finas columnas toscanas, con una cúpula por encima. Bramante planeó un patio con columnas que lo rodease, pero se pusieron en marcha planes más grandiosos: la Basílica de San Pedro. 

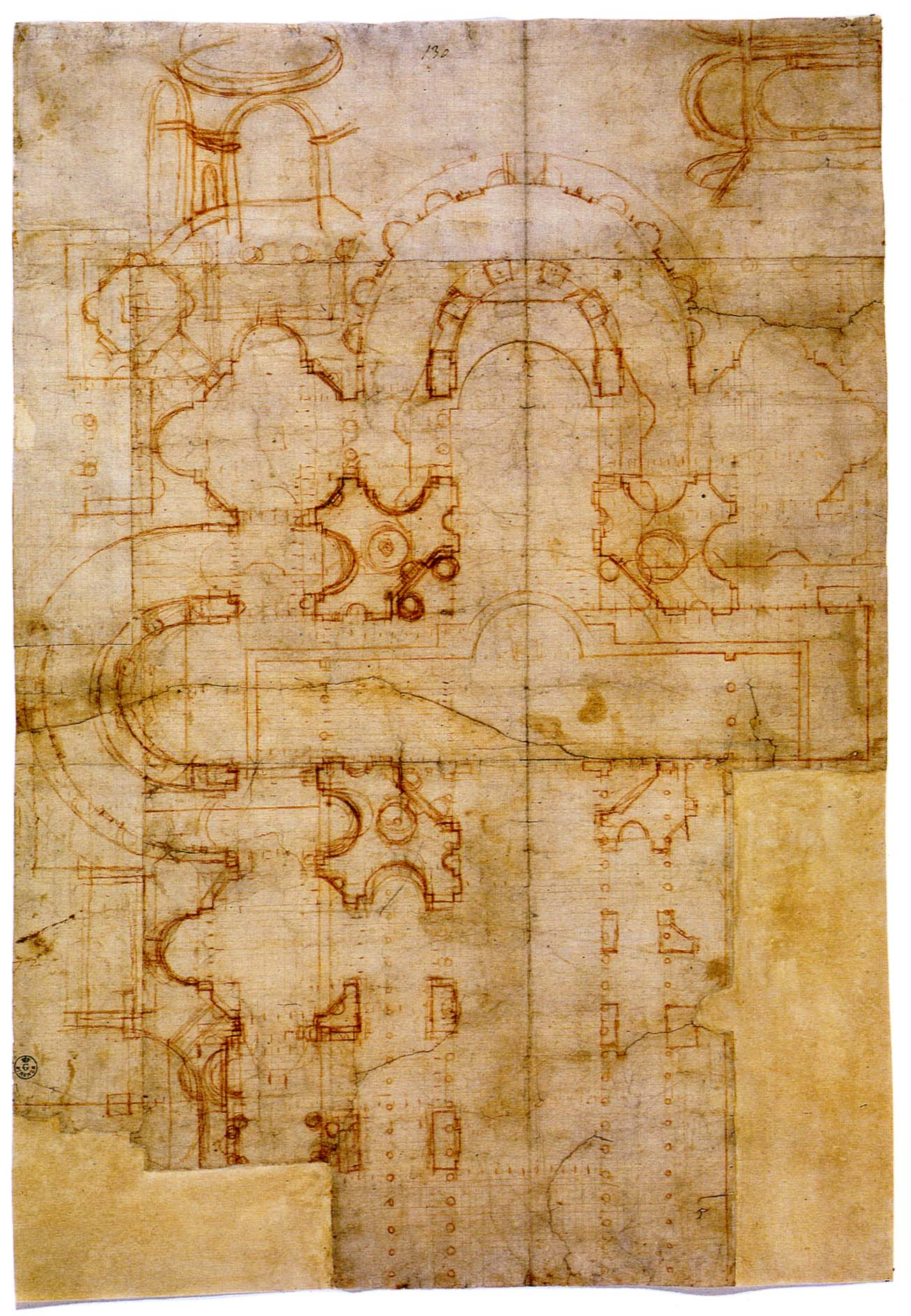
Boceto de la planta de la Basílica de San Pedro, obra de Bramante.

En noviembre de 1503, es nombrado arquitecto pontificio, llevando a cabo dos intervenciones: el Patio del Belvedere y la nueva Basílica de San Pedro en el Vaticano, proyecto este último que solo llegó a comenzar y que sería más tarde continuado y modificado por Rafael, Antonio de Sangallo y Miguel Ángel, para ser concluido en el siglo XVII por Carlo Maderno.
En efecto, el papa Julio contrató a Bramante para la construcción de la obra arquitectónica europea más grande del siglo XVI: la construcción de una nueva basílica de San Pedro. La primera piedra del crucero se colocó con ceremonia el 18 de abril de 1506. Sobreviven muchos dibujos de Bramante, y muchos más de ayudantes suyos, lo que demuestra la extensión del equipo que había reunido. La visión de Bramante para San Pedro, una planta de cruz griega que simbolizaba la sublime perfección para él y su generación (compárese con Templo de Santa María de la Consolación (Todi)], en Todi, (que influyó en la obra de Bramante). La obra fue fundamentalmente alterada por la extensión de la nave después de su muerte en 1514. El plan de Bramante preveía cuatro grandes capillas llenando los espacios de las esquinas entre los transeptos de igual tamaño, cada uno de ellos cubierto por una pequeña cúpula rodeando a la gran cúpula sobre el crucero, así que, el plan original de Bramante era más romano-bizantino en sus formas que la basílica que en realidad se construyó. (Véase Basílica de San Pedro para más detalles.)
Ocupado con San Pedro, Bramante tenía poco tiempo para otros encargos. Entre sus primeras obras en Roma, antes de emprender la construcción de la basílica, están los claustros (1504) de Santa Maria della Pace, cerca de la Piazza Navona. Las bellas proporciones le dan un aire de gran simplicidad, además, las columnas de la planta inferior están complementadas por las de la primera planta, que alternan con columnas más pequeñas colocadas centralmente sobre los arcos inferiores. Bramante es también famoso por su revolucionario diseño para el Palazzo Caprini en Roma. Este palacio, erigido en el Rione de Borgo, ya no existe. Fue más tarde propiedad del artista Rafael, y desde entonces se le conoce como la Casa de Rafael.

## Principales obras arquitectónicas
- 1482–1486: Iglesia de Santa Maria presso San Satiro, Milán;
- 1488-1492: Catedral de Pavía (proyecto de cúpula y cripta), Pavía;
- 1492–1498: Santa Maria delle Grazie (claustro y ábside); Milán;
- 1501–1502: Palacio Caprini (también llamado: 'Casa de Rafael'), Roma (desaparecido);
- 1502 : San Pietro in Montorio, Roma;
- 1504 : Santa Maria della Pace (claustro); Roma;
- 1503-1506: Basílica de San Pedro, Ciudad del Vaticano (Diseño y cimentaciones);
- 1506: Cortile del Belvedere, Ciudad del Vaticano;